# Alessio Sestu
Alessio Sestu, né le 29 septembre 1983 à Rome en Italie, est un footballeur italien qui joue au poste d'Ailier.

## Biographie
Né à Rome, Alessio Sestu passe par les équipes de jeune de Casalotti Roma puis de la Lazio Rome avant de passer au Sora Calcio, au Modène FC et finalement au Trévise FBC où il joue son premier match de Serie B. 
A Trévise, il enchaine les prêts d'abord au FC Südtirol en quatrième division, en Serie C à l'AC Cittadella ou au Salernitana Calcio et en Serie B au Mantova 1911 et à l'US Avellino 1912.
En 2008, il rejoint le Reggina 1914 où il découvre la Serie A à l'âge de vingt-six ans. Dès la saison suivante et après la relégation du club, il rejoint le Vicenza Calcio en Serie B mais il retrouve l'élite dès l'hivers 2010 en étant prêté six mois au SSC Bari mais ne prend part qu'à trois matchs.
A l'été 2010, il rejoint l'AC Sienne avec qui il est vice-champion de Serie B dès sa première saison. Il participe au maintien du club la saison suivante avant de connaitre la relégation l'année suivante.
En 2013, il signe à l'AC Chievo Vérone où il joue la première saison en Serie A avant d'être prêté à plusieurs reprises à l'UC Sampdoria, puis en Serie B au Brescia Calcio et au Virtus Entella et pour deux saisons en Serie C au FC Alessandria.
Après une carrière pendant laquelle pendant laquelle il prend part à soixante-six matchs de Serie A et cent-soixante-trois de Serie B, et un passage au Piacenza Calcio de 2018 à 2020, il termine sa carrière au Portogruaro Calcio.
Après sa carrière, il devient directeur sportif du Portogruaro Calcio avant de prendre le même poste au Piacenza Calcio un ans plus tard, à l'été 2023 mais qu'il quitte seulement quelques mois plus tard.

## Palmarès
Il est vice-champion de Serie B en 2011 avec l'AC Sienne.